# ER10-4
O ER10-4 é uma estrada que integra a rede Regional de estradas de Portugal. Liga Outão a Setúbal. Esta estrada é muito movimentada no verão, devido às praias. 

## Arrábida Sem Carros
Esta estrada, sendo um acesso às praias, tem muito tráfego, mas as praias não têm muito estacionamento. Em junho de 2017, 40 pessoas foram multadas por causa de mau estacionamento, que impedia a circulação de um autocarro e do tráfego em geral. Para não acontecer o que aconteceu em 2017, em 31 de maio de 2018 o trânsito e o estacionamento foram condicionados e, para colmatar a lacuna do acesso às praias, foram criadas novas carreiras da TST.